# FC 바이에른 캄푸스
FC 바이에른 캄푸스(FC Bayern Campus)는 독일 뮌헨에 있는 종합운동장이다. FC 바이에른 뮌헨이 유스팀을 위해 7천만 유로를 들여 건설했다. U-17 분데스리가, U-19 분데스리가, DFB 유스컵, UEFA 유스리그를 위한 2,500석 규모의 경기장을 포함해 U-9에서 U-19까지의 유소년팀과, 여성팀을 위한 8개의 축구 경기장이 있다. 축구장외에도 농구, 핸드볼, 탁구 시설이 있으며, 총 30헥타르 면적으로 축구장 4개 크기의 규모이다. 바이에른 뮌헨의 유스 센터인 알리안츠 FC 바이에른 아카데미(Allianz FC Bayern Akademie)는 중앙에 위치하고 뭔헨 지역에 살지 않는 국내외 어린 유망주들을 위해 숙소도 갖추고 있으며 유스팀의 감독과 스태프들의 사무실이 있다.
처음으로 매진된 경기는 2018년 6월 17일에 바이에른 뮌헨과 도르트문트의 U-17 팀간에 열린 U-17 분데스리가의 결승전에서 기록했다.